# Ivándárda
Ivándárda (németül: Iwandarde) község Baranya vármegyében, a Mohácsi járásban.

## Fekvése
Mohácstól délre, Villánytól délkeletre helyezkedik el, közvetlenül a déli országhatár mellett.
A szomszédos települések a határ magyar oldalán: észak felől Lippó, északkelet felől Sárok, nyugat felől pedig Kislippó. Kelet és dél felől a községhatár egybeesik az államhatárral, ott a község valószínűleg a horvátországi Főherceglak (Kneževo) és Baranyavár (Branjin Vrh) településekkel határos.

### Megközelítése
A község határát érinti a Mohács és Villány térségét összekötő 5702-es út is, de központja csak egy öt számjegyű alsóbbrendű úton, az 57 118-as számú mellékúton érhető el, mely az előbbi útból kiágazva Sárokik vezet.

## Története
Az első írásos irat 1296-ban említi, Jovan néven. 1526 után németek és szerbek népesítették be. 1840 körül  már a németek voltak többségben. Neve az 1800-as években változott Iván-Dárdára, a mai változatára, melyen csak 1900 óta említik.
1823-ban Eszterházy Nepomuk János gróf Tolna vármegyéből az oda betelepült hesseni és württenbergi evangélikus német munkásokat kért, akiket Magyarbólyba, Kácsfaluba, Ivándárdára és Bolmányba telepített le.
1910-ben 1377 lakosa volt. Ebből 271 fő magyar, 829 fő német, 236 szerb, 3 horvát, 3 tót és 33 egyéb (leginkább sokác) nemzetiségű volt. A lakosok közül 853 fő tudott magyarul.
A 20. század közepéig Baranya vármegye Baranyavári járásához tartozott. A trianoni békeszerződés elvágta a falutól a főherceglaki uradalmi központot.
2021-ben a falu határában az M6-os autópálya építésénél Magyarország legnagyobb kelta települését találták meg a régészek. A település i.e. 900 körül létezett.

## Közélete

### Polgármesterei
| 1990-'94   | 1994-'98   | 1998-'02        | 2002-'06        | 2006-'10        | 2010-'14    | 2014-'19    | 2019-'24    | 2024-         |
| ---------- | ---------- | --------------- | --------------- | --------------- | ----------- | ----------- | ----------- | ------------- |
| Moór János | Moór János | Toronicza János | Toronicza János | Toronicza János | Deák József | Deák József | Deák József | Lőrincz Tamás |
|            |            |                 |                 |                 |             |             |             |               |
| –          | –          | –               | –               | –               | –           | –           | –           | –             |
|            |            |                 |                 |                 |             |             |             |               |

- 1990–1994: Ifj. Moór János (független)[7]
- 1994–1998: Moór János (független)[8]
- 1998–2002: Toronicza János Sándor (független)[9]
- 2002–2006: Toronicza János (független)[10]
- 2006–2010: Toronicza János Sándor (független)[11]
- 2010–2014: Deák József (független)[12]
- 2014–2019: Deák József (független)[13]
- 2019–2024: Deák József (független)[14]
- 2024– : Lőrincz Tamás (független)[1]

## A népesség alakulása
A helyi önkormányzat adatai szerint:
| Év   | Lakosok száma                                                     |
| 1900 | 1375 fő Az első világháború után szerbek vándoroltak el a faluból |
| 1930 | 605 fő                                                            |
| 2000 | 292 fő                                                            |
| 2001 | 255 fő                                                            |
| 2002 | 282 fő                                                            |
| 2006 | 250 fő                                                            |

| Lakosok száma | 238  | 228  | 223  | 222  | 200  | 190  | 195  | 185  |
|               | 2013 | 2014 | 2015 | 2019 | 2021 | 2022 | 2023 | 2024 |

A 2011-es népszámlálás során a lakosok 83,9%-a magyarnak, 0,4% horvátnak, 13,5% németnek mondta magát (15,7% nem nyilatkozott; a kettős identitások miatt a végösszeg nagyobb lehet 100%-nál). A vallási megoszlás a következő volt: római katolikus 42,6%, református 12,2%, evangélikus 3%, görögkatolikus 0,9%, felekezeten kívüli 26,1% (15,2% nem nyilatkozott).
2022-ben a lakosság 66,8%-a vallotta magát magyarnak, 13,7% németnek, 0,5% cigánynak, 0,5% horvátnak (29,5% nem nyilatkozott; a kettős identitások miatt a végösszeg nagyobb lehet 100%-nál). Vallásuk szerint 20,5% volt római katolikus, 3,2% református, 2,6% evangélikus,0,5% izraelita, 0,5% egyéb katolikus, 12,6% felekezeten kívüli (59,5% nem válaszolt).

## Jegyzetek

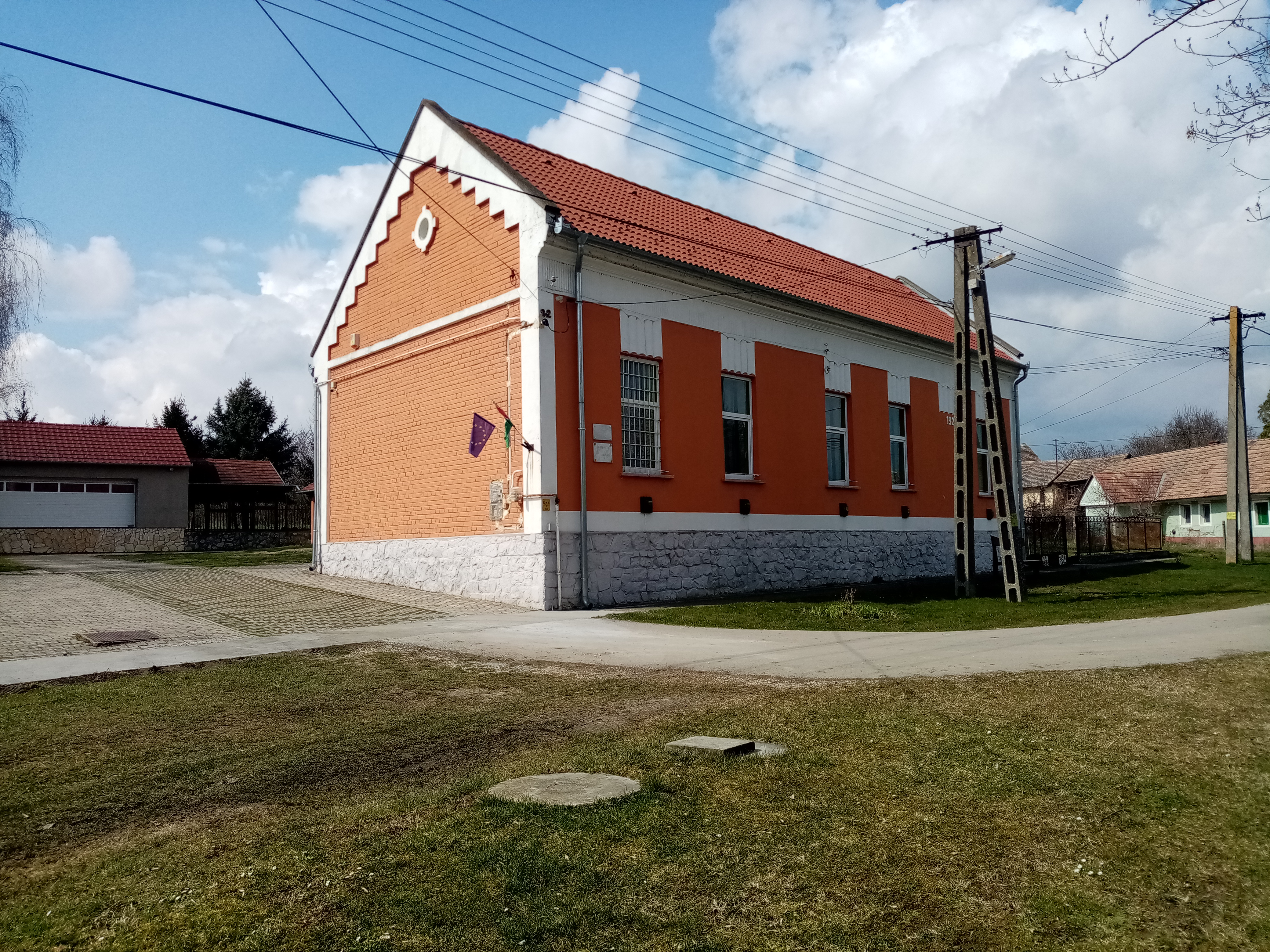
könyvtár és önkormányzat épülete